# 山内久
山内 久（やまのうち ひさし、1925年〈大正14年〉4月29日 - 2015年〈平成27年〉9月29日）は、東京府（現・東京都）出身の脚本家。
父は弁士の山野一郎（本名:山内幸一）、兄は俳優の山内明、弟は作曲家の山内正、妻は脚本家の野田高梧の娘で脚本家の立原りゅうである。作曲家の小杉太一郎は義弟（妹の夫）、エッセイストの山内美郷は姪（兄の子）にあたる。
脚本を担当した「幕末太陽伝」（日活、1957年）の公開時はまだ松竹に在籍していたため、「田中啓一」というペンネームを使用しており、「盗まれた欲情」「果しなき欲望」（共に日活、1958年）の際には「鈴木敏郎」というペンネームを使用している。

## 人物
- 1950年に東京外国語大学卒業後、松竹大船撮影所脚本部に入社。
- 1959年に松竹を退社し、フリーとなる。
- 1990年紫綬褒章受章。
- 1991年、日本シナリオ作家協会理事長となる（ - 1997年）。2001年 - 2005年に再任。
- 2015年9月29日、老衰のため死去[1]｡90歳没。

## 主な脚本作品

### テレビドラマ
- 「若者たち」（フジテレビ、1967年）
- 「なかよし」（フジテレビ、1967年-1968年）
- 「みつめいたり」（フジテレビ、1968年）
- 「かあさんの明日」（フジテレビ、1974年）
- 「堂々たる打算」（NHK、1976年）
- 「松本清張シリーズ・依頼人」（NHK、1977年）
- 「素直な戦士たち」（NHK、1979年）
- 「復活」（NHK、1981年）
- 「街・若者たちは今」（NHK、1982年）
- 「街～美ら島は、今」（NHK、1983年）
- 「生きる」（テレビ朝日、1981年）
- 「うまい話あり」（NHK、1986年）
- 「ビジネスマンの父より息子への30通の手紙」（NHK、1990年）
- 「新・半七捕物帳」（NHK、1997年）

ほか

### 映画
- 「花のおもかげ」（松竹、1950年）
- 「離婚結婚」（松竹、1951年）
- 「この春初恋あり」（松竹、1952年）
- 「夏子の冒険」（松竹、1953年）
- 「ひばりの悲しき瞳」（松竹、1953年）
- 「裸形家族」（松竹、1954年）
- 「俺は死なない」（松竹、1956年）
- 「幕末太陽傳」（日活、1957年）
- 「盗まれた欲情」（日活、1958年）
- 「坊っちゃん」（松竹、1958年）
- 「果しなき欲望」（日活、1958年）
- 「未婚」（歌舞伎座、1959年）
- 「晴れて今宵は」（松竹、1959年） ※原作
- 「ハイ・ティーン」（松竹、1959年）
- 「明日への盛装」（松竹、1959年）
- 「「キャンパス110番」より 学生野郎と娘たち」（日活、1960年）
- 「豚と軍艦」（日活、1961年）
- 「水溜り」（松竹、1961年）
- 「母あちゃん海が知ってるよ」（日活、1961年） ※原作
- 「運が良けりゃ」（松竹、1966年）
- 「若者たち」（俳優座・新星映画、1967年）
- 「若者は行く -続若者たち-」（俳優座、1969年）
- 「私が棄てた女」（日活、1969年）
- 「若者の旗」（俳優座、1970年）
- 「朝やけの詩」（俳優座・東宝、1973年）
- 「わが青春のとき」（大映・俳優座、1975年）
- 「天保水滸伝 大原幽学」（大映、1976年）
- 「聖職の碑」（東宝、1978年）
- 「アッシイたちの街」（大映、1981年）
- 「あゝ野麦峠 新緑篇」（東宝、1982年）
- 「ブンナよ木からおりてこい（ダックスインターナショナル、1987年）
- 「エイジアン・ブルー 浮島丸サコン」（シネマ・ワーク、1995年）

## 著書
- 「若者の旗」共著:立原りゅう（文理書院、1970年）
- 「アッシィたちの街」（汐文社、1981年 同時代叢書）
- 「街〜若者たちは、今〜」（汐文社、1982年 同時代叢書）
- 「街〜美ら島は、今〜」（汐文社、1983年 同時代叢書）
- 「若者たち〜時代を駆けぬけた熱い青春がいま、甦る〜」（汐文社、1984年 同時代叢書）
- 「私も戦争に行った」（岩波書店、2000年 岩波ジュニア新書）